# バレンシア公営鉄道

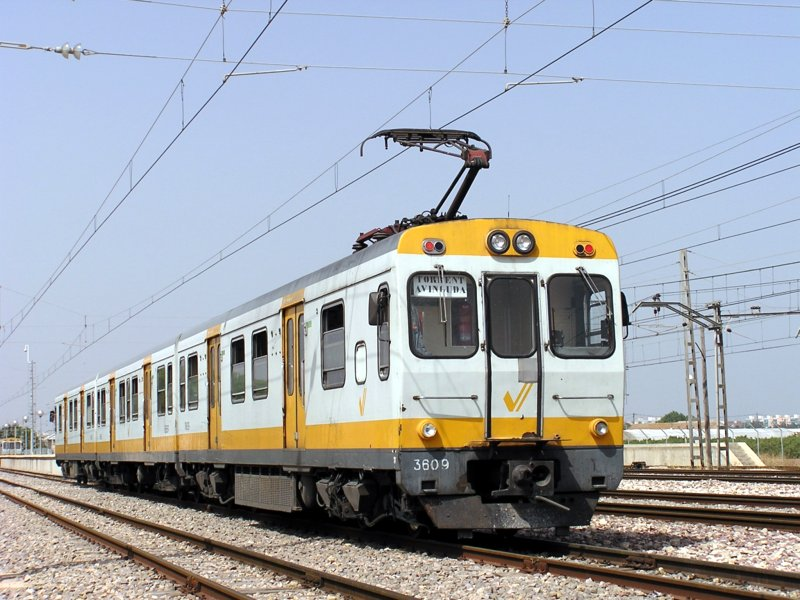
FGV UT 3600電車

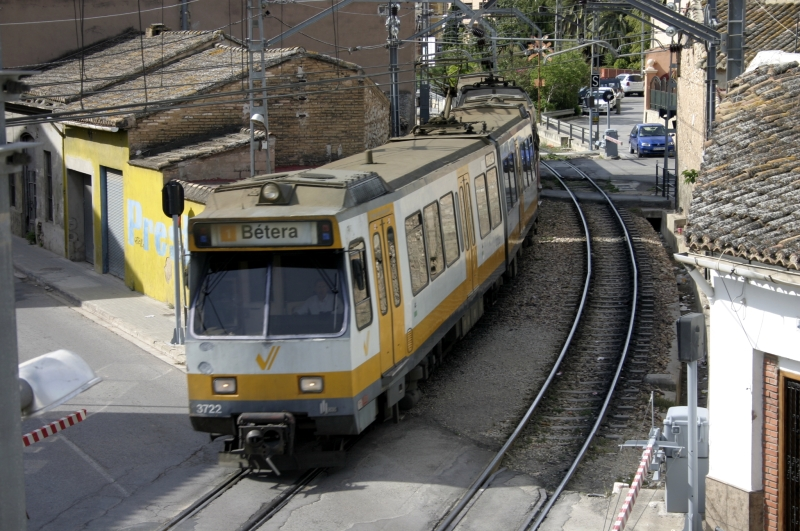
FGV UTA 3700電車

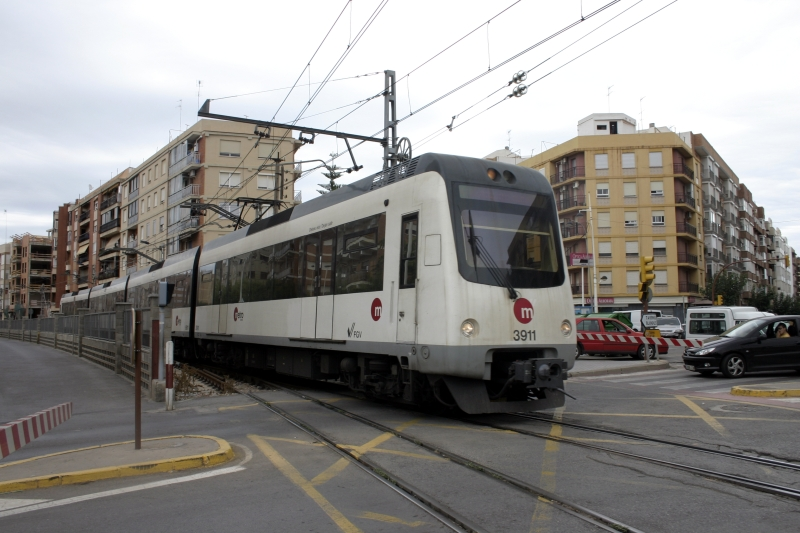
FGV 3900型電車

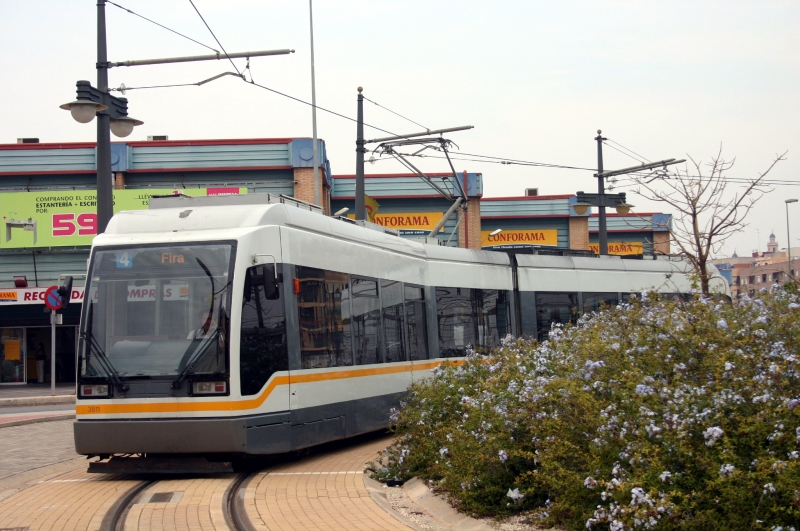
バレンシアの3800型路面電車

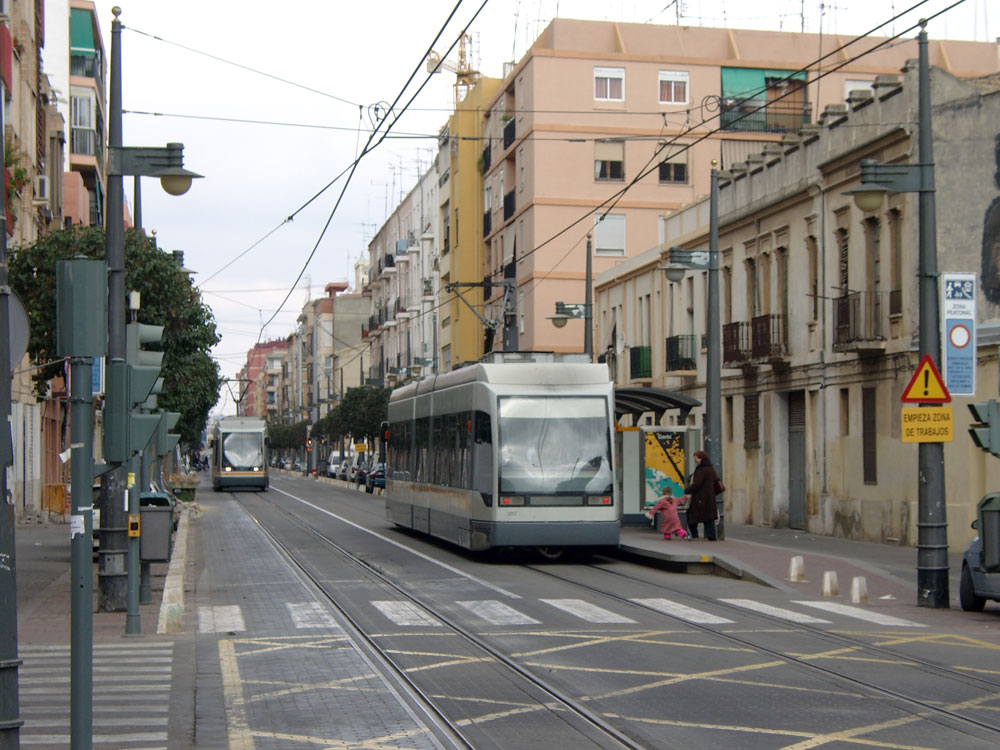
バレンシアの路面電車

バレンシア公営鉄道 (FGV - Ferrocarrils de la Generalitat Valenciana) はメーターゲージの路線を持つスペインバレンシア州の鉄道事業者である。バレンシア州が保有している。
アリカンテ～ベニドルム～デニア間に92kmの非電化路線を持つ。
また、路面電車と都市鉄道の事業をバレンシア (メトロバレンシア) とアリカンテ (TRAM) で運営している。

## FGVの設立
1987年1月1日にバレンシア州が州内の全ての狭軌鉄道をスペイン狭軌鉄道 (FEVE) から引き継ぐ為、1986年にその事業者としてFGVは設立された。
当時、路線網はバレンシア周辺の電化された郊外路線とアリカンテからデニアに至る非電化路線から構成されていた。鉄道施設の多くはFEVEの保守軽視によって劣悪な状態であった。従って利用者は少なかった。

### バレンシア地区への投資
FGV初期時代にバレンシアの郊外鉄道システムを大きく変えた。郊外を南北に走る路線は市街地地下のトンネルに接続され、1号線となった。またFGVはスペインで最初のLRV車両を導入し、4号線、5号線、6号線で走らせている。

### アリカンテ地区への投資
アリカンテでもまた狭軌鉄道はLRV車両を用いた路面電車システムへと発展している。トンネルを延長しメルカドまで路線は延長された。この路線は更にトンネルを延長してレンフェ（スペイン国鉄）の駅まで延伸する予定である。

### 将来
FGVはハティバからアルコイまでの路線をレンフェから買収しようとしている。現在この路線は赤字で1日1往復しか列車が無い状態となっている。